# Mauritius (wyspa)
Mauritius (fr. île Maurice, ang. Mauritius Island) – wyspa na Oceanie Indyjskim, na wschód od Madagaskaru, wchodząca w skład Maskarenów. Jest największą z wysp tworzących państwo Mauritius.

## Geografia
Mauritius znajduje się w zachodniej części Oceanu Indyjskiego, a jego wybrzeże otaczają rafy koralowe oraz szereg małych wysepek. Najbliższym większym lądem w okolicy jest wyspa Reunion – francuski departament zamorski oddalony od Mauritiusa o 172 km na południowy zachód. Powierzchnia wyspy to 1864 km².

### Geologia i geomorfologia
Wyspa powstała w wyniku aktywności wulkanicznej około 15 do 8 milionów lat temu. Obecnie na Mauritiusie nie występują czynne wulkany, jednak ślady wulkanicznej przeszłości są nadal widoczne – pozostałości dużej kaldery, kształty lokalnych górskich szczytów przypominające skalne ostańce lub wieże, czy też dobrze zachowany krater wulkaniczny Trou-aux-Cerfs o średnicy 300 metrów, znajdujący się w centralnej części wyspy, w samym mieście Curepipe.
Najwyższym szczytem Mauritiusa jest Piton de la Petite Rivière Noire (828 m n.p.m.), który wznosi się w południowo-zachodniej części wyspy, w sercu Parku Narodowego Black River Gorges. Wysokość pozostałych szczytów w tej okolicy, z wyjątkiem Mount Cocotte (780 m n.p.m.), wynosi około 600 metrów. Drugie co do wysokości dwa szczyty na wyspie – Le Pouce i Pieter Both (oba po 820 m n.p.m.) – leżą prawie trzydzieści kilometrów bardziej na północ, w pobliżu stolicy Port Louis. Centralny płaskowyż otacza nizinny pas przybrzeżny, w którego wodach rozciągają się rafy koralowe.

### Klimat
Mauritius ma klimat tropikalny wilgotny, lecz z dość stabilnymi temperaturami w ciągu całego roku, wahającymi się od około 20 °C (minimalne) do 30 °C (maksymalne). Ponieważ Mauritius leży na półkuli południowej, nieco niższe temperatury panują tam od czerwca do sierpnia, ale nawet w tym okresie dzienne maksima zazwyczaj nie spadają poniżej 26–27 °C. Relatywnie najbardziej deszczowym miesiącem jest luty, natomiast najmniej opadów notuje się od września do listopada. Czas nasłonecznienia jest również stabilny i zazwyczaj przekracza 7 godzin dziennie, a wilgotność powietrza utrzymuje się przez cały rok na poziomie 80–85%.

## Historia
Wyspa została odkryta przez portugalskiego żeglarza Pedra de Mascarenhas, który nadał jej nazwę Cerne. w 1638 roku wyspa przeszła pod władanie Holendrów, którzy nazwali ją Mauritiusem na cześć księcia Maurycego Orańskiego.
Następnie w roku 1710 wyspa przeszła pod władanie Francji i otrzymała nazwę Île de France. Stolica wyspy – Port Louis – była bazą dla francuskich badań i odkryć w rejonie południowego Oceanu Indyjskiego.
W 1814 roku w wyniku przegranych przez Francję wojen napoleońskich wyspa stała się kolonią brytyjską. W 1968 roku weszła w skład niepodległej Republiki Mauritiusu.